# Valeriana globularis
Valeriana globularis är en kaprifolväxtart som beskrevs av Asa Gray. Valeriana globularis ingår i släktet vänderötter, och familjen kaprifolväxter. Inga underarter finns listade i Catalogue of Life.